# Eudoksjusz I Szalony
Eudoksjusz I Szalony, także Otto II Szalony (fr. Eudes (II) l’Insensé; ur. ok. 1059; zm. po 1085) –
formalny hrabia Vermandois i Valois w latach 1080–1085.
Ostatni męski przedstawiciel dynastii Herbertynów, wywodzącej się od Bernarda Longobardzkiego, nieślubnego syna Pepina (syna Karola Wielkiego) – tym samym ostatni z Karolingów (w linii prostej). W hrabstwach objął władzę po śmierci swego ojca Herberta IV w 1080, mimo że został wydziedziczony przez ojca. Valois odziedziczył po matce, Adelajdzie, córce Raula III Wielkiego de Valois. Pięć lat później rada baronów odebrała mu władzę, a powierzyła ją mężowi jego siostry Adelajdy, Hugo de Vermandois, synowi króla Henryka I. Dał mu on za żonę Hedwigę, córkę żołnierza mojego Viromandensisa, dzięki której objął władzę nad Saint-Simon. Zmarł po 1085 roku.
W XVII wieku Claude Rouvroy (de Saint-Simon), faworyt Ludwika XIII, powoływał się na fałszywe dokumenty, które wskazywały na to, że jest potomkiem Eudoksjusza. Na tej podstawie on i jego potomkowie zostali panami Saint-Simon i dodali ten człon do swego nazwiska.